# Jean Daniélou
Jean kardinál Daniélou SJ (14. května 1905 – 20. května 1974) byl teolog, historik, jezuita a člen francouzské Akademie. Působil jako expert druhého vatikánského koncilu a stal se jednou z hlavních postav teologie druhé poloviny 20. století.

## Život
Jean-Guenolé-Marie Danielou se narodil v Neuilly-sur-Seine jako syn Charlese a Madeleine (rozené Clamorgan). Jeho otec byl antiklerikální politik, několikrát vykonával funkci ministra; jeho matka působila ve vzdělávání a založila instituci pro vzdělávání žen. Jeho bratr Alain (1907–1964) byl významným indologem.

### Studium
Daniélou studoval na Sorboně, závěrečné zkoušky vykonal roku 1927. V roce 1929 se připojil k Tovaryšstvu Ježíšovu a stal se učitelem, působil na chlapecké škole v Poitiers. Zároveň studoval teologii v Lyonu a v roce 1938 byl vysvěcen na kněze.

### Teologická práce
Během druhé světové války v letech 1939–1940 sloužil u francouzského letectva. Byl však demobilizován a vrátil se do civilního života. Roku 1942 získal doktorát z teologie a byl ustanoven kaplanem ENSJF, ženské sekce École Normale Supérieure v Sèvres. Bylo to ve stejné době, ve které začal se svým studiem patristiky, zvláště církevních Otců. Je jedním ze zakladatelů ediční řady Sources chrétiennes. V roce 1944 byl jmenován profesorem raně křesťanské historie na Institut Catholique de Paris, kde se později stal děkanem. V padesátých letech 20. století zveřejnil několik historických studií, obsahujících díla Bible a liturgie (Bible et liturgie, 1956) a Pán Historie (1958), která se stala, vedle děl Henri de Lubaca, hlavním podnětem k vývoji tzv. Nové teologie, teologického směru oživujícího patristické kořeny.
Na pozvání papeže Jana XXIII. se Daniélou stal jedním z expertů druhého vatikánského koncilu a roku 1969 ho papež Pavel VI. jmenoval kardinálem, poté co odmítl Henri de Lubac. Daniélou byl 9. října 1972 vybrán do francouzské Akademie (Academie Française), aby nahradil kardinála Eugéne-Gabriel-Gervais-Laurent Tisseranta.

#### Smrt
Daniélova náhlá smrt v roce 1974 byla velmi odlišně interpretována. Zemřel na schodech nevěstince, který navštěvoval jako součást svých kněžských povinností, neboť se věnoval poskytování pastorační péče chudým lidem a ženám z pařížských slumů.

## Některá díla
- Seznam děl v Souborném katalogu ČR, jejichž autorem nebo tématem je Jean Daniélou

Řada jeho děl, hlavně o raném křesťanství, byla přeložena do několika jazyků a stále se vydává.
- L'être et le temps chez Grégoire de Nysse, Brill, Leyde, 1970 ;
- La Trinité et le mystère de l'existence, Desclée de Brouwer, Paris, 1968 ;
- Les Évangiles de l'enfance, Seuil, Paris, 1967 ;
- Philon d'Alexandrie, Fayard, Paris, 1958 ;
- Les manuscrits de la Mer Morte et les origines du christianisme, L'Orante, Paris, 1957 ;
- Les anges et leur mission, d'après les Pères de l'Église, Desclée, Paris, 1952 ;
- Bible et liturgie, la théologie biblique des sacrements et des fêtes d'après les Pères de l'Église, Cerf, Paris, 1951 ;
- Origène, Table ronde, Paris, 1948 ;
- Platonisme et théologie mystique : doctrine spirituelle de saint Grégoire de Nysse, Aubier, Paris, 1944;
- Dieu et nous, Bernard Grasset, Paris, 1956.

### Česky vyšlo
- J. Daniélou, Chrám jako znamení Boží přítomnosti. Řím: Křesťanská akademie, 1986

## Citáty
- Štěstí pramení ze srdce; ne z majetku, nýbrž z toho, že nalezneme smysl bytí, a ze společenství s Absolutnem.
- Pravda znamená, že v mysli přikládáme věcem důležitost, kterou mají ve skutečnosti.
- Každý křesťan je jen do určité míry pokřtěný pohan.